# Pean (biskup poznański)
Pean (zm. 16 kwietnia 1152) – biskup poznański od 1146 roku.
2 marca 1145 jest wymieniony jako kanclerz księcia Mieszka Starego w dokumencie legata papieskiego kardynała Humbalda wystawionego w Gnieźnie na rzecz opactwa w Trzemesznie. Daty jego rządów w diecezji poznańskiej odnotowano w Annales Lubinenses. Jego imię jest też wpisane do Liber fraternitas Lubinensis, co świadczy, że był jednym z dobrodziejów opactwa lubińskiego.